# Перервана серенада
«Перервана серенада» (азерб. «Yarımçıq Qalmış Mahnı») — радянський музичний фільм 1979 року, знятий на кіностудії «Азербайджанфільм».

## Сюжет
Фільм розповідає про співака Микаїла, що співає в вокально-інструментальному ансамблі, якому запропонували організувати гастролі в Ялті і на чорноморському узбережжі Кавказу. Талановитому співакові запропонували стати солістом Большого театру в Москві. Однак головний герой фільму відданий своїм друзям, прив'язаний до естради і цінує це більше, ніж свій талант.

## У ролях
- Муслім Магомаєв —  артист
- Фархад Юсуфов —  Микаїл Мамедбейлі
- Світлана Тома —  Марьям
- Рафаель Дадашев —  Аділь
- Яшар Нурі — епізод
- Володимир Татосов —  Тагієв
- Наїля Багірова —  Хадіджа
- Ідріс Зейналов — епізод
- Маяк Керімов — епізод
- Ельчин Мамедов —  Сеймур
- Олександр Нісанов — епізод
- Анатолій Фалькович —  Микола

## Знімальна група
- Режисер — Максуд Ібрагімбеков
- Сценарист — Максуд Ібрагімбеков
- Оператори — Валерій Керімов, Володимир Дмитриєвський
- Композитор — Муслім Магомаєв
- Художник — Ельбей Рзакулієв